# Riconquista Tudor dell'Irlanda
La Riconquista Tudor dell'Irlanda ebbe luogo nel XVI secolo sotto la dinastia inglese dei Tudor. Il processo iniziò sotto il regno di Enrico VIII d'Inghilterra, il quale reagì a una ribellione promossa dalla dinastia dei FitzGerald, nel tentativo di ristabilire il dominio inglese sull'Irlanda che era andato perduto negli ultimi duecento anni. Questo processo venne proseguito con un misto di atteggiamento conciliante e di repressione violenta fino a quando l'Irlanda non fu completamente sotto il controllo dell'autorità inglese di Dublino nel 1603.
Il processo di conquista si complicò con il tentativo di imporre la legge, la lingua e la cultura inglesi così come dalla diffusione della Riforma Protestante nell'isola. Gli irlandesi si trovarono così a prestare apertamente fede all'autorità del Papa e al tempo stesso a dichiarare fedeltà al monarca eretico d'Inghilterra e d'Irlanda.

## L'Irlanda del 1500
L'Irlanda del 1500 era stata foggiata secondo i canoni della incompiuta conquista dei Normanni, iniziata dai baroni normanni provenienti dal Galles nel XII secolo e continuata sotto l'autorità di Enrico II d'Inghilterra, Conte di Anjou, Duca di Normandia, e Re d'Inghilterra (1154–1189). Gran parte dei nativi Gaelici erano stati espulsi dalle varie regioni del paese, (principalmente nell'est e nel sudest) e rimpiazzati con contadini e lavoratori inglesi. L'area della costa orientale, che si estendeva dalle Wicklow Mountains a sud fino a Dundalk nel nord, (ricoprendo parte delle moderne contee di Dublino, Meath, Westmeath, Kildare, Offaly, Laois e Kilkenny), era nota come the Pale. Protetta da un fossato e da una palizzata, il Pale era un'area sicura nella quale predominavano la lingua e la cultura inglese e dove la legge inglese era amministrata da un governo stabilitosi nella antica città norvegese di Dublino.

### La rivincita dei nobili Hiberno-Normanni
Al di là del Pale, l'autorità del governo di Dublino era molto flebile. I baroni Hiberno-Normanni erano stati abili a difendere i propri possedimenti feudali. Questa dicotomia, nel corso del XIV e XV secolo, a causa delle ribellioni irlandesi, delle invasioni scozzesi, della peste nera e della perdita di interesse da parte del governo di Londra, aveva portato gran parte del territorio inglese a tornare sotto il dominio dei nobili irlandesi. In alcuni casi, come nelle regioni controllate dalle grandi dinastie dei Butler, dei Fitzgerald e dei Burke, i nobili ottennero una vera e propria indipendenza, creando i propri eserciti personali e adottando la lingua gaelica e la cultura irlandese.

### Principali dinastie irlandesi
Dopo essere stati soppiantati nei primi decenni della conquista, i nativi irlandesi vissero una specie di rinascimento nei secoli XIV e XV. Considerevoli aree dell'isola che in precedenza erano sotto il controllo inglese vennero o abbandonate dagli inglesi o riconquistate dai nobili irlandesi, in particolar modo nel nord e nel centro dell'Irlanda. Nella miriade di dinastie irlandesi, le più importanti erano quella degli O'Neill (Ui Niall) nell'Ulster centrale (Tir Eoin) — e dei loro vicini occidentali gli O'Donnell — gli O'Byrne e gli O'Toole nel Wicklow, i Kavanagh nel Wexford, i MacCarthy e gli O'Sullivan nel Cork e nel Kerry e gli O'Brien nel Clare.
Gli irlandesi gaelici erano, per la maggior parte, al di fuori della giurisdizione inglese, mantenendo così la loro lingua, il loro sistema sociale così come le loro leggi ed i loro costumi. Gli inglesi usavano indicarli come "le Loro Maestà nemici Irlandesi". 
In termini legali, essi non si erano mai sottomessi come sudditi della Corona, sebbene l'Irlanda non fosse formalmente un regno, ma piuttosto una signoria, titolo che veniva assunto dal monarca inglese durante l'incoronazione. L'ascesa dell'influenza gaelica è testimoniata dalla promulgazione nel 1366 degli Statuti di Kilkenny, che, invano, misero fuorilegge molte pratiche sociali che erano diventate d'uso comune (come i matrimoni misti, l'uso della lingua irlandese e dell'abbigliamento irlandese). Nel XV secolo il governo di Dublino era ormai debole, soprattutto a causa della Guerra delle due rose.

## Enrico VIII
Dal 1500, i monarchi inglesi avevano delegato il governo d'Irlanda alla più potente dinastia Hiberno-normanna (i Fitzgerald di Kildare) con lo scopo di tenere basso il costo della colonia e di proteggere il Pale. Il Lord Deputy of Ireland era a capo dell'amministrazione, con base nel Dublin Castle, ma non aveva una corte e aveva privilegi limitati. Nel 1495 le leggi emanate dal parlamento sotto la reggenza di Edward Poyning e note come Poyning's Law imposero l'intero statuto legislativo inglese sulle signorie locali compromettendo l'indipendenza del parlamento irlandese.
Il capoclan dei Fitzgerald del Kildare mantenne la carica di Lord Deputy of Ireland fino al 1531. La casata dei Kildare era però diventata un suddito non affidabile, complottando con i pretendenti al trono d'Inghilterra degli York, firmando trattati privati con potenze straniere e ribellandosi infine al capoclan dei loro rivali tradizionali, i Butler di Ormonde, dopo che questi aveva ottenuto la carica di Lord Deputy. Enrico sedò la ribellione facendo giustiziare il capo della rivolta ("Silken Thomas" Fitzgerald), e fece imprigionare il capoclan Gearoid Og. Ma in questo modo il re dovette trovare un sostituto dei Fitzgerald che governasse fedelmente l'Irlanda in suo nome. Ciò di cui c'era bisogno era una nuova politica efficiente e capace di proteggere il Pale e di salvaguardare al tempo stesso i confini occidentali dell'Inghilterra dalla minaccia di invasioni straniere.

### La politica conciliatoria di Thomas Cromwell
Con l'assistenza di Thomas Cromwell, il re sviluppò la politica di resa e garanzia. Questo corso politico estese la protezione reale a tutta l'élite irlandese senza riguardo per le origini etniche. Come contropartita l'intera isola avrebbe dovuto obbedire alla legge del governo centrale; e tutti i lord irlandesi avrebbero dovuto sottomettersi ufficialmente alla corona inglese, ricevendo in ritorno la Royal Charter, il titolo legittimo delle loro terre. La chiave di volta della riforma era lo statuto emanato dal parlamento irlandese nel 1541, con il quale la signoria sull'Irlanda diventava formalmente un regno. Sopra ogni cosa l'intenzione era quella di assimilare le classi nobili gaeliche e gaelicizzate e di sviluppare in loro un sentimento di lealtà nei confronti della corona appena istituita; per questo scopo ad essi fu garantito il titolo nobiliare inglese e per la prima volta vennero ammessi nel parlamento irlandese. In un celebre commento il re riassunse i suoi sforzi riformistici come uno spostamento politico e una affabile persuasione.
Nella realtà i signori irlandesi accettarono i nuovi privilegi mantenendo i vecchi. La riforma religiosa di Enrico — sebbene non come avvenne in Inghilterra — causò turbamento; il suo Lord Deputy, Anthony St Leger riuscì a corrompere i nobili dissidenti assegnando loro le terre confiscate ai monasteri d'Irlanda.

## Nuove difficoltà
Alla morte del re, i successivi Lord Deputies of Ireland trovarono che era molto più difficoltoso affermare l'autorità del governo centrale che assicurarsi semplicemente la garanzia di fedeltà da parte dei lord irlandesi. Scoppiarono numerose ribellioni, la prima delle quali nel Leinster nel 1550, quando i clan O'Moore e O'Connor vennero espropriati dei loro possedimenti per la creazione delle colonie inglesi del Laois ed Offaly. Nel 1560 gli inglesi tentarono di interferire in una lotta per la successione all'interno del clan O'Neill, facendo scoppiare un lungo conflitto tra il Lord Deputy Sussex e Shane O'Neill. I lord irlandesi continuarono a combattere tra loro le loro guerre private, ignorando la volontà del governo di Dublino e le sue leggi. Due esempi eccellenti furono la battaglia di Affane nel 1565, combattuta tra gli Ormonde e i Desmond, e la battaglia di Farsetmore nel 1567, combattuta tra gli O'Donnell e gli O'Neill. Altrove, i clan degli O'Byrne e degli O'Tooles, continuarono a scorrazzare per il Pale come avevano sempre fatto. L'episodio più rilevante di questa insofferenza si ebbe nel Munster negli anni 1560 e tra 1570 e il 1580, quando i Fitzgerald di Desmond diedero vita alle Rivolte dei Desmond per impedire l'intrusione inglese nei loro territori. Dopo una campagna particolarmente brutale nella quale perse la vita un terzo circa della popolazione locale, la rivolta ebbe finalmente termine quando il Conte di Desmond venne catturato ed ucciso nel 1583.
Esistevano due motivi principali per questa violenza che si accaniva cronicamente contro il governo inglese in Irlanda. La prima motivazione era l'aggressività degli amministratori e dei militari inglesi. In molti casi, le guarnigioni o "senschalls" non osservavano la legge e uccidevano arbitrariamente capi e signori locali. In altri casi era la continua confisca di territori in mano ai nativi a provocare le rivolte.
Il secondo motivo delle violenze era l'incompatibilità tra la società irlandese di origine gaelica e il governo inglese. Nelle usanze irlandesi, il capo di un clan veniva eletto per lignaggio nobiliare chiamato fine. Ciò spesso causava delle violenze tra i candidati rivali. Al contrario, sotto il governo di Enrico VIII, la successione spettava, secondo il costume inglese, per diritto ereditario al primogenito. 
Con l'imposizione di questa legge gli inglesi furono costretti a prendere parte alle violente dispute tra i lord irlandesi. 
In ultimo, importanti settori della società irlandese avevano forti interessi ad opporsi alla presenza inglese. Queste includevano le classi dei mercenari detti gallowglass ed i poeti irlandesi, i cosiddetti file - i quali erano stati pesantemente penalizzati da dominio inglese in Irlanda.

## Il regno di Elisabetta I d'Inghilterra

### Il fallimento della legge marziale
Sotto il regno delle regine Maria I d'Inghilterra e Elisabetta I d'Inghilterra, gli inglesi in Irlanda cercarono diverse soluzioni per pacificare il paese. La prima di queste iniziative fu l'utilizzo della legge marziale, soprattutto nei focolai più violenti come le Wicklow Mountains dove si istituirono piccole guarnigioni di soldati comandati da un siniscalco. I siniscalchi ricevettero il potere di imporre la legge marziale, che permetteva loro di ordinare esecuzioni senza processo. Ogni abitante che viveva all'interno della sfera di competenza di un siniscalco doveva essere garantito dal signore locale - i cosiddetti "uomini senza padrone" erano suscettibili della pena di morte. In questo modo, si nutrì la speranza che i signori locali sarebbero stati costretti a prevenire le ribellioni dei loro stessi seguaci. Tuttavia, nella pratica, questa politica di violenza arbitraria nelle loro terre non fece altro che suscitare ulteriore ostilità da parte dei nobili irlandesi.

### La politica dellacomposition
Il fallimento di questa politica restrittiva costrinse gli inglesi a cercare soluzioni a lungo termine più concilianti e tese ad anglicizzare l'Irlanda. Una di queste fu la composition – ovvero l'abolizione degli eserciti privati dei signori locali, e l'insediamento nelle province di truppe inglesi sotto il comando di governatori con il titolo di Lord President. 
Come controparte, i clan maggiori e i signori locali vennero esentati dalla tassazione e ricevettero altri benefici minori. L'imposizione di questa nuova politica fu segnata da aspre violenze, particolarmente nel Connacht, dove i MacWilliam Burke condussero una guerra personale contro il Provincial President inglese, Sir Richard Bingham, e con il suo subordinato, Nicholas Malby. L'interferenza del Lord President of Munster fu una delle maggiori cause delle rivolte dei Desmond. Tuttavia la politica delle "composition" ebbe successo in alcune aree, soprattutto nel Thomond, dove venne accettato dalla dinastia dominante degli O'Brien.

### La politica delle colonie
La seconda soluzione a lungo termine fu data dalle confische territoriali e dalla conseguente colonizzazione di coloni inglesi, fedeli alla regina e capaci di contribuire a imporre la cultura e la lingua inglesi in Irlanda. Diverse colonie furono impiantate nel 1550 nel Laois e nell'Offaly, ed ancora nel 1570 ad Antrim, con risultati deludenti. Ma all'alba delle Rivolte dei Desmond, ampie aree del Munster vennero colonizzate dagli inglesi; la porzione più grande di territorio venne assegnata a Sir Walter Raleigh, che non ne usufruì mai rivendendola a Sir Richard Boyle, primo Conte di Cork, ed ai sudditi più facoltosi della prima monarchia Stuart. 
Naturalmente, la prospettiva delle confische territoriali esasperò ulteriormente i nobili irlandesi. Ma le alienazioni non furono limitate alla sola Irlanda gaelica: essa colpì anche i discendenti dei primi conquistatori guidati da Enrico II che si identificavano come Old English, per distinguersi dalla massa dei nuovi colonizzatori, i New English.

## La crisi
Il punto di crisi della conquista Elisabettiana dell'Irlanda giunse quando le autorità inglesi cercarono di estendere la loro influenza sull'Ulster e su Hugh O'Neill, il più potente dei signori irlandesi della regione. O'Neill oppose resistenza con la forza delle armi e si lanciò in quella che viene definita la Guerra dei Nove Anni, che fu più una insurrezione nazionale che una rivolta, con l'intenzione di soppiantare definitivamente l'autorità inglese. O'Neill riuscì ad assicurarsi l'aiuto di molti dei nobili irlandesi dell'isola, ma l'aiuto più significativo giunse dalla Spagna, il cui sovrano, Filippo III di Spagna, inviò una forza d'invasione solo per assistere alla sua resa nell'assedio della battaglia di Kinsale nel 1601. Nel 1603 la ribellione ebbe fine, e l'autorità della corona venne ristabilita nella quasi totalità dell'Irlanda. O'Neill ed i suoi seguaci abbandonarono l'isola nel 1607 nella celebre Fuga dei Conti e le loro terre nell'Ulster vennero confiscate a favore dei coloni inglesi.

## Esiti della riconquista
Il primo e più importante risultato della riconquista fu il disarmo dei nobili signori irlandesi e l'istituzione di un governo centrale che riuscì ad avere per la prima volta il controllo sull'Irlanda intera; la cultura, la legge e la lingua irlandesi vennero marginalizzate e molti signori locali, in particolare quelli di origine gaelica persero i loro possedimanti e la loro autorità ereditaria. 
Migliaia di coloni inglesi, scozzesi e gallesi vennero fatti insediare nella regione e l'amministrazione della giustizia venne imposta secondo la common law inglese e gli statuti del parlamento irlandese.
Agli inizi del XVI secolo la questione religiosa emerse come tema predominante. Ribelli come James Fitzmaurice Fitzgerald e Hugh O'Neill cercarono e ricevettero aiuti dalle potenze cattoliche europee, giustificando le loro azioni sul terreno religioso. Tuttavia la comunità del Pale e molti dei lord irlandesi non diedero credito alla genuinità delle loro rivendicazioni di carattere religioso. Nel nuovo secolo, l’isola si sarebbe ben presto divisa tra cattolici e protestanti, soprattutto dopo le ulteriori colonizzazioni da parte dei coloni protestanti inglesi e dei presbiteriani scozzesi nell'Ulster.
Sotto Giacomo I d'Inghilterra, i cattolici vennero banditi dai pubblici uffici dopo la congiura delle polveri nel 1605; gli irlandesi gaelici e gli Old English si identificarono sempre più con il fronte cattolico in opposizione ai colonizzatori protestanti. Tuttavia i nativi irlandesi rimaneso la parte preminente del paese e i maggiori proprietari terrieri fino alla ribellione irlandese del 1641. Alla fine del conflitto la campagna di Oliver Cromwell nel 1650 portò al dominio dei nuovi colonizzatori protestanti.